# Siemion Żaworonkow
Siemion Fiodorowicz Żaworonkow, (ros. Семён Фёдорович Жаворонков, ur. 30 marca?/11 kwietnia 1899 we wsi Sidorowskaja, zm. 8 czerwca 1967 Moskwa) – radziecki wojskowy, marszałek lotnictwa.

## Życiorys
Urodził się w stanicy Sidorowskaja w guberni kostromskiej.
W 1917 wstąpił do SDPRR(b) i Czerwonej Gwardii, a następnie Armii Czerwonej. Początkowo jako członek Gwardii był szefem sekcji propagandowej klubu garnizonowego w Kineszmie, potem komisarzem politycznym i dowódcą batalionu łączności. W latach 1918–1922 był dowódcą oddziału łączności 7 Dywizji Strzeleckiej, skąd po zakończeniu wojny domowej skierowany został do szkoły wojskowej.
W latach 1922–1926 słuchacz Wojskowej Akademii Politycznej. Po jej ukończeniu kolejno w latach 1926 – 1929 pełnił służbę jako: zastępca szefa wydziału politycznego Wojskowej Technicznej Szkoły Sił Powietrzny Armii Czerwonej, zastępca ds. politycznych dowódcy 3 brygady lotniczej oraz 13 brygady lotniczej. W latach 1929–1931 był komisarzem i szefem wydziału politycznego lotnictwa Floty Czarnomorskiej. Po zwolnieniu z tego stanowiska początkowo w dyspozycji dowództwa Armii Czerwonej, a następnie skierowany na kurs doskonalący przy Wojskowej Akademii Lotniczej im. Żukowskiego. Po jego ukończeniu komisarz i komisarz wojskowy 66 eskadry myśliwskiej. Następnie skierowany do Wojskowej Szkoły Lotniczej im. Maślenkowa, którą ukończył w 1934,  zdobywając uprawnienia pilota.
W latach 1934–1936 był komisarzem wojskowym 107 i 106 Brygady Lotniczej. W 1936 ukończył Wydział Operacyjny Wojskowej Akademii Lotniczej, po czym został komisarzem i komisarzem wojskowym 101 Brygady Lotniczej, a w lipcu 1937 został dowódcą 5 Ciężkiego Korpusu Lotniczego. 
W styczniu 1938 został skierowany lotnictwa Marynarki Wojennej i został dowódcą sił powietrznych Floty Oceanu Spokojnego, funkcję tę pełnił do maja 1939 roku. 
W maju 1939 roku został mianowany szefem Sił Powietrznych Marynarki Wojennej ZSRR. Funkcję tę pełnił przez cały okres II wojny światowej. W 1946 roku w związku z reorganizacją systemu dowodzenia Marynarki Wojennej ZSRR został dowódcą Sił Powietrznych Marynarki Wojennej ZSRR pełniąc tę funkcję do grudnia 1946 roku.
W grudniu 1946 roku został oddelegowany z Armii Czerwonej do lotnictwa cywilnego i został zastępcą szefa Lotnictwa Cywilnego ZSRR. Następnie od listopada 1948 do maja 1949 był w dyspozycji Ministra Sił Powietrznych ZSRR, w tym czasie ukończył Wyższy Kurs Dowódczy przy Akademii Wojskowej im. Woroszyłowa. Został szefem Lotnictwa Cywilnego ZSRR, a styczniu 1957 pierwszym zastępcą szefa Głównego Zarządu Lotnictwa Cywilnego ZSRR i funkcję tę pełnił do listopada 1959 roku, gdy został przeniesiony do rezerwy.
Po przejściu do rezerwy mieszkał w Moskwie, gdzie zmarł. Pochowany został na cmentarzu Nowodziewiczym.

## Awanse
- komdiw 26 lutego 1939;
- komkor 26 kwietnia 1940;
- generał porucznik lotnictwa 4 czerwca 1940;
- generał pułkownik lotnictwa 31 maja 1943;
- marszałek lotnictwa 25 września 1944.

## Odznaczenia
- Order Lenina (dwukrotnie – 1940, 1945)
- Order Czerwonego Sztandaru (czterokrotnie – 1941, 1944, 1944, 1948)
- Order Uszakowa kl. I (dwukrotnie – 1944, 1945)
- Order Nachimowa kl. I (1945)
- Order Kutuzowa kl. II (1945)
- Order Czerwonego Sztandaru Pracy (1963)
- Medal „Za obronę Leningradu”
- Medal „Za obronę Moskwy”
- Medal „Za obronę Kaukazu”
- Medal „Za zwycięstwo nad Niemcami w Wielkiej Wojnie Ojczyźnianej 1941–1945”
- Medal jubileuszowy „Dwudziestolecia zwycięstwa w Wielkiej Wojnie Ojczyźnianej 1941–1945”
- Medal jubileuszowy „XX lat Robotniczo-Chłopskiej Armii Czerwonej”
- Medal jubileuszowy „30 lat Armii Radzieckiej i Floty”
- Medal jubileuszowy „40 lat Sił Zbrojnych ZSRR”